# Samuel Brannan
Samuel Brann (2 de marzo de 1819 - 5 de mayo de 1889) fue un colonizador, empresario, periodista y destacado mormón estadounidense, quien fundó el California Star, el primer periódico en San Francisco, California. Se le considera el primero en dar publicidad a la Fiebre del Oro de California en marzo de 1848 y fue el primer millonario de esta época. Utilizó las ganancias de sus tiendas para comprar grandes extensiones de bienes raíces. Ayudó a formar el primer comité de vigilancia en San Francisco y fue excomulgado de La Iglesia de Jesucristo de los Santos de los Últimos Días (Iglesia SUD) debido a sus acciones dentro del comité de vigilancia. La esposa de Brannan se divorció de él y se vio obligado a liquidar gran parte de sus bienes raíces para pagarle la mitad de sus activos. Murió en la pobreza y en relativa oscuridad.
Brannan era un personaje pintoresco y activo que formó parte de la historia de California, y especialmente de San Francisco, a mediados del siglo XIX.

 "Probablemente Samuel hizo más por San Francisco y por otros lugares que lo que consiguieron otros hombres mejores sumando sus esfuerzos individuales. De hecho, en muchos aspectos Samuel no era un mal hombre, siendo muy frontal y astuto en sus negocios, se hizo tan famoso por sus obras de caridad y por ser en extremo dadivoso, como también por sus negocios, y en forma frecuente, dando también muestras de su valor." 

## Sus inicios
Samuel Brannan nació en Saco (Maine). Era hijo de Thomas Brannan y Sarah Emery Brannan. Sus hermanos fueron Mary Ann Brannan (esposa de Alexander R. Badlam), Thomas Brannan, Jr., Dan Brannan.
Cuando tenía 14 años, su familia se trasladó a Ohio, donde Brannan aprendió el negocio de impresor. Se unió a la Iglesia de Jesucristo de los Santos de los Últimos Días. Brannan se trasladó a Nueva York en 1844, y empezó la impresión de The Prophet (posteriormente llamado The New-York Messenger), un periódico mormón.
Tras el asesinato del líder de la iglesia Joseph Smith, Jr. en junio de 1844, la Iglesia de Jesucristo de los Santos de los Últimos Días decidió trasladar su sede de Nauvoo, Illinois. Se discutieron bastantes alternativas, incluyendo el territorio de Alta California. En febrero de 1846, con la aprobación de los líderes de la iglesia, Brannan y otros 240 mormones navegaron en el barco Brooklyn hasta Alta California, vía Cabo de Hornos. Brannan llevaba una anticuada rotativa y un molino harinero completo a bordo. Tras parar en Honolulú, el 31 de julio de 1846 atracaron en el puerto de la ciudad mexicana de Yerba Buena, actualmente San Francisco, que acababa de ser ocupada por las tropas norteamericanas el 9 de julio, triplicando la población de ese pueblo. Brannan fue nombrado primer presidente de la misión de la Iglesia de Jesucristo de los Santos de los Últimos Días en California.

## Trayectoria en California
Brannan utilizó su rotativa para fundar el California Star, el primer periódico en San Francisco. Fue el segundo periódico en Alta California, tras el "The Californian" fundado en Monterrey y el primero en publicarse, el 15 de agosto de 1846. Los dos periódicos se unieron en 1848 para formar The Daily Alta California.
Brannan también fundó la primera escuela de San Francisco. En 1847, abrió una tienda en Sutter's Fort, cerca de la actual Sacramento. 
En junio de 1847, Brannan viajó por tierra a Green River (Wyoming), para reunirse con Brigham Young, el jefe de la Iglesia de Jesucristo de los Santos de los Últimos Días, quien dirigía el primer contingente de pioneros mormones a través de las llanuras de la Gran Cuenca. Brannan instó a Young a llevar a los pioneros mormones a California, pero Young rechazó la propuesta en favor del asentamiento en lo que hoy es Utah, y Brannan volvió al norte de California.

### Fiebre del oro de California
A principios de 1848, unos empleados de John Sutter pagaron sus compras en su tienda con oro que habían encontrado en Sutter's Mill, cerca de Coloma (California). Brannan se fue al aserradero y, como representante de la iglesia mormona, recibió de los trabajadores mormones que allí trabajaban el diezmo del oro que habían encontrado en su tiempo libre. Brannan compró entonces todas las palas y herramientas de minería de San Francisco [cita requerida] y corrió por las calles gritando: "¡Oro! ¡Oro! ¡Oro en American River!" Su periódico no pudo publicar la noticia, ya que el personal ya se había ido a los yacimientos de oro.

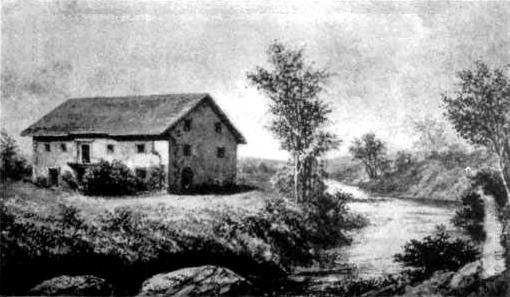
La tienda de Samuel Brannan en Sutter's Fort.

### San Francisco
Brannan abrió más tiendas para vender productos a los mineros (su tienda de Sutter Fort vendió 150.000 dólares al mes en 1849)[cita requerida], y comenzó a comprar tierras en San Francisco. Casi al mismo tiempo, Brannan fue acusado [¿quién?] de desviar dinero de la Iglesia, incluyendo los diezmos recaudados, para financiar sus empresas privadas. Un representante de la Iglesia de Jesucristo de los Santos de los Últimos Días fue enviado a Brannan y se dice que [¿quién?] le dijo: "Ve y dile a Brigham Young, que le daré el dinero del Señor, cuando él me envíe un recibo firmado por el Señor.", aunque historiadores como Will Bagley creen que lo más probable es que esto sea sólo una leyenda. 
Brannan fue elegido para el primer consejo de la ciudad de San Francisco en el nuevo territorio de los EE. UU. Tras una serie de crímenes sensacionalistas en la zona, ayudó a organizar el Movimiento de vigilantes de San Francisco, que funcionó de facto como una fuerza policial. Un ocupante ilegal fue asesinado por el grupo de vigilantes y, a pesar no haber apretado el gatillo, se consideró a Brannan como el instigador y, consecuentemente, fue expulsado de la iglesia mormona por la violencia de sus vigilantes.
En 1851, Brannan visitó Hawái y compró grandes extensiones de tierra en Honolulu. En 1853 fue elegido Senador por California en la capital del nuevo estado, Sacramento. Estuvo involucrado en el desarrollo del comercio con China y los acuerdos financieros con México, la fundación de la Sociedad de pioneros de California, y el desarrollo de bancos, ferrocarriles y compañías de telégrafo en California. Brannan construyó en 1858 la primera versión de la famosa Cliff House, con vistas al Océano Pacífico en el oeste de San Francisco aún sin desarrollar en esa época.

### Calistoga
Tras su visita a la zona termal del norte del Valle de Napa en 1859, Brannan planeó un nuevo complejo situado en esta zona. Compró las tierras que contenían los manantiales en la parte norte de Rancho Carne Humana, y fundó la ciudad de Calistoga (California), cuyo nombre es una combinación de las palabras California y la entonces de moda 'Saratoga Springs (Nueva York). Brannan también fundó allí la Compañía del Ferrocarril del Valle de Napa en 1864 con el fin de ofrecer a los turistas una manera más fácil de llegar a Calistoga desde los barcos que atracaban en la parte baja del valle de Napa - (Bahía de San Francisco) en Vallejo. El ferrocarril sería vendido más adelante en una ejecución hipotecaria, en el condado de Napa en 1869.
En 1868 Brannan se convirtió en uno de los principales inversores de la empresa de Alfred Robinson, que compró e inició el desarrollo de las principales zonas costeras del Condado de Los Ángeles que pertenecían al californio Abel Stearns, cerca San Pedro en el sur de California.
En 1872, Anna Eliza Corwin se divorció de Brannan. Samuel perdió gran parte de su fortuna personal tras su divorcio, ya que se consideró que su esposa tenía derecho a la mitad de sus pertenencias, pagadera en efectivo. Debido a que la gran mayoría de las explotaciones de Brannan estaban en sus propiedades, tuvo que vender gran parte de ellas para pagar el acuerdo de divorcio completo.

### El sur de California
Tras el divorcio cayó en la bebida, desarrollando problemas derivados del alcohol. Dejando la ciudad de San Francisco, se dirigió hacia San Diego, donde se volvió a casar en 1882 con Carmen de Llaguno de Guaymas (México), una viuda unos 30 años más joven que él. Allí se estableció en un pequeño rancho cercano a la frontera mexicana, donde se dedicaría a la especulación de la tierra con el gobierno mexicano en el estado de Sonora. En 1888, a la edad de sesenta y nueve años, el gobierno mexicano le pagó la suma de cuarenta y nueve mil dólares en intereses. Dejó de beber, pagó todas sus deudas, y murió, sin dejar dinero suficiente para pagar su propio funeral, a los setenta años en Escondido, el 14 de mayo de 1889. Fue enterrado en el Mount Hope Cemetery de San Diego.

## Su legado
- Muchos sitios de California fueron denominados en honor a Samuel Brannan, incluyendo: la calle Brannan en San Francisco, Brannan Island State Recreation Area, Brannan Bluff—Table Bluff, Brannan Creek, la montaña Brannan, Brannan Springs, y el río Brannon; también existe una escuela en Sacramento, la Brannan Middle School.[6]
- Entre las ciudades que reclaman a Sam Brannan como su fundador están Calistoga y Yuba City.
- En asociación con John Augustus Sutter, Jr. y con William Tecumseh Sherman y Edward Ordcomo supervisores, Brannan estableció la subdivisión no oficial que daría lugar a la ciudad de Sacramento.